# Cerocala albimaculata
Cerocala albimaculata är en fjärilsart som beskrevs av George Francis Hampson 1916. Cerocala albimaculata ingår i släktet Cerocala och familjen nattflyn. Inga underarter finns listade i Catalogue of Life.